# Michał Kruk (aktor)
Michał Kruk (ur. 30 października 1979 w Łodzi) – polski aktor i Mister Poland 1999.

## Życiorys

### Wczesne lata
Urodził się i wychowywał w Łodzi. W 1999, jako abiturient, wziął udział w konkursie Mister Poland 1999. Zajął pierwsze miejsce, w finale wyborów zdobył także tytuł Mistera Publiczności. Po udziale w konkursie wziął udział w programie Tok Szok. Wkrótce potem powierzono mu prowadzenie programu telewizyjnego.

### Kariera aktorska
W 1999 zadebiutował na ekranie w epizodycznej roli w serialu Trędowata. W 2007 ukończył studia na PWSFTviT w Łodzi.
W 2007 otrzymał Nagrodę Ministra Kultury i Dziedzictwa Narodowego na XXV Festiwalu Szkół Teatralnych w Łodzi za rolę sir Donalda Delahaye’a w sztuce Pajęcza sieć autorstwa Agathy Christie w reżyserii Aleksandry Koniecznej. Wystąpił w Teatrze Komedia w Warszawie w przedstawieniach Tomasza Dutkiewicza: Boyband (2008) w roli Danny’ego z Olgą Borys, Furie Marcina Szczygielskiego (2011) jako Kacper Ferrow i Zorro Stephena Clarka i Helen Edmundson (2013) jako Ramon. W 2011 związał się z Teatrem Nowym w Łodzi. Wziął udział w dwóch produkcjach Michała Zadary – jako Lelum w inscenizacji Lilla Weneda Juliusza Słowackiego (2015) i Romeo i Julia (2019) w warszawskim Teatrze Studio. Wystąpił w Teatrze Małym w Łodzi w spektaklach: Tylko miłość (sceny z życia małżeńskiego) (2018) w reż. Mariusza Pilawskiego i Sztuka Yasminy Rezy (2021) jako Serge.
Wystąpił gościnnie w kilku innych serialach, w tymBarwy szczęścia (2007), Ojciec Mateusz (2008) czy Komisarz Alex (2011). W 2012 wcielił się w rolę doktora Karola Wysockiego w serialu TVP1 Klan. W dwóch odcinkach M jak miłość (2022) zagrał postać Bartosza Orzechowskiego, partnera Weroniki, porywacza małej Poli, którą uratował Marcin (Mikołaj Roznerski).

## Filmografia
- Trędowata (1999-2000), obsada aktorska (odc. 14 i 15)
- Dzień wolny (2005)
- Codzienna 2 m. 3 (2005-2007), jako posterunkowy Grzegorz Wnyk
- Mistrz Świata (2006)
- Barwy szczęścia (2007), jako Mateusz
- Ojciec Mateusz (2008), jako dziennikarz
- Naznaczony (2009), jako policjant (odc. 2)
- Synowie (2009), jako monter
- Instynkt (2011), jako Adam Zięba
- Komisarz Alex jako Paweł Kiciński (2011−2014; odc. 12), ochroniarz Stawski (odc. 68)
- Klan (2012), jako doktor Karol Wysocki

## Odznaczenia i nagrody
- 2007 – Nagroda Ministra Kultury i Dziedzictwa Narodowego na XXV Festiwalu Szkół Teatralnych w Łodzi za rolę sir Donalda Delahaye w Pajęczej sieci[2].